# Jostein Masdal
Jostein Masdal (24 luglio 1959) è un ex sciatore alpino norvegese.

## Biografia
Sciatore polivalente originario di Fagernes, Masdal in Coppa del Mondo ottenne due piazzamenti, entrambi in slalom speciale: a Oslo il 7 febbraio 1979 (21º) e a Waterville Valley il 27 febbraio 1980 (14º). Nel 1979 vinse il titolo norvegese nella combinata; non prese parte a rassegne olimpiche né ottenne piazzamenti ai Campionati mondiali.

## Palmarès

### Coppa del Mondo
- Miglior risultato in classifica generale: 84º nel 1979

### Campionati norvegesi
- 6 medaglie[senza fonte] (dati parziali fino alla stagione 1976-1977):
  - 1 oro (combinata nel 1979)[1]
  - 3 argenti (discesa libera nel 1977; discesa libera, slalom speciale nel 1979)
  -  2 bronzi (combinata nel 1977; slalom speciale nel 1978)[senza fonte]